# Rockstar Advanced Game Engine
Rockstar Advanced Game Engine (часто вживаний, як RAGE, з англ. — «Розширений ігровий рушій Rockstar») — пропрієтарний ігровий рушій, розроблений студією Rockstar San Diego, підрозділом американської компанії Rockstar Games. RAGE створений для внутрішнього використання філіалами Rockstar Games і не призначений для ліцензування чужими компаніями. Вперше RAGE використовувався у відеогрі Rockstar Games Presents Table Tennis, яка вийшла 23 травня 2006 року. Надалі рушій використовується для розробки ігор з відкритим світом для консолей та комп'ютерів на кшталт Grand Theft Auto IV. RAGE підтримує IBM ПК-сумісні комп'ютери та ігрові консолі: Xbox 360, Xbox One, Xbox Series, PlayStation 3, PlayStation 4, PlayStation 5 і Wii. Він є подальшим розвитком ігрового рушія Angel Game Engine, розроблений Angel Studios для Midtown Madness і пізніших ігор серії Midnight Club та інших ігор Rockstar San Diego для консолей шостого покоління.

## Історія розробки

Логотип RAGE Technology Group

У першій половині 2000-х років Rockstar Games для переважної більшості своїх ігор на Microsoft Windows, PlayStation 2 та Xbox, використовувала ігровий рушій RenderWare виробництва Criterion Games. Проте у липні 2004 року американський видавець Electronic Arts придбала компанію Criterion Games разом із її рушієм. Це погіршило політику ліцензування RenderWare, тому Rockstar Games вирішила розробити свій власний рушій для своїх проєктів та відкрила підрозділ RAGE Technology Group на базі студії Rockstar San Diego. Згадки про наміри Rockstar Games розробити свій рушій з'явилися у вересні 2005 року.
RAGE заснований на рушії AGE (Angel Game Engine), котрий був спочатку розроблений студією Angel Studios для серії Midnight Club та інших ігор виробництва Rockstar San Diego для шостого покоління ігрових консолей. Розробкою RAGE займалася група співробітників Rockstar San Diego і Rockstar North під назвою RAGE Technology Group (укр. Технологічна група RAGE).
На початку травня 2006 року журналісти сайту MTV News опублікували статтю, у якій підтвердили існування рушія RAGE і його використання у Rockstar Games Presents Table Tennis та Grand Theft Auto IV. У червні стався випуск Rockstar Games Presents Table Tennis тож чутки були підтверджені та уточнені.
У лютому 2007 року британська компанія NaturalMotion і Rockstar Games оголосили, що «Euphoria», засіб комп'ютерної анімації, буде використовуватися у майбутніх іграх Rockstar і, відповідно, у рушії RAGE. Пресреліз, який був включений у другий трейлер гри Grand Theft Auto IV, зрештою підтвердив те, що остання буде першою грою від Rockstar з використанням «Euphoria».
23 квітня 2008 року сайт 1UP.com опублікував інтерв'ю з технічними директорами Rockstar North — Адамом Фоулером (англ. Adam Fowler) і Сенді Роджером (англ. Sandy Roger), котрий був повністю присвячене «RAGE». 29 квітня вийшла гра Grand Theft Auto IV — друга гра, що використовувала «RAGE».
Після Grand Theft Auto IV, RAGE застосували у грі-перегони Midnight Club: Los Angeles, котра вийшла 21 жовтня 2008 року. Далі рушій використовували обидва доповнення Grand Theft Auto IV — Grand Theft Auto IV: The Lost and Damned і Grand Theft Auto: The Ballad of Gay Tony. Пізніше на рушії вийшла гра Red Dead Redemption (18 травня 2010 року) і була анонсована Max Payne 3, котра також використовує рушій «RAGE».
3 листопада 2011 року Rockstar Games анонсувала Grand Theft Auto V, гра використовує рушій «RAGE» та вийшла 17 вересня 2013 року на консолі Xbox 360 і PlayStation 3, відтак 18 листопада 2014 року гра вийшла на Xbox One та PS4, а 14 квітня 2015 року добралась і до ПК.

## Особливості та характеристики
«Rockstar Advanced Game Engine» є повнофункціональним ігровим рушієм, котрий містить графічний, фізичний, звуковий, анімаційний рушії, а також ігровий штучний інтелект, роботу з мережею, скриптову мову та інші компоненти. Звуковий рушій і мережевий код розробили співробітники Rockstar North, а всі інші компоненти — співробітники Rockstar San Diego.
Оскільки рушій орієнтувався на використання в іграх із «відкритим світом», то основною перевагою рушія є його здатність ефективно обробляти великі ігрові простори. Так, під час руху персонажа рівнем, рушій постійно і динамічно додає одні та видаляє інші об'єкти. Розробники повідомили, що для цього слід було розробити надійного управляча пам'яттю для рушія, котрий би міг постійно розподіляти та видаляти об'єкти з оперативної пам'яті без її фрагментування.
У «RAGE» використовується окремий фізичний рушій «Bullet Physics Library», котрий є вільним ПО.
Багато часу та уваги розробники приділили фізиці автомобілів, котру вони намагалися зробити максимально схожою з реальною. Ця система враховує масу машини, силу зчеплення шин з поверхнею та інші характеристики. Поведінка автомобіля залежить від поверхні, по якій він їде, а також від погодних умов
Для анімації гуманоїдних персонажів (людей) використовується «euphoria» — програмний компонент, який самостійно автоматично створює анімацію персонажів. «Euphoria», розроблена компанією NaturalMotion і використовується у «RAGE» як невіддільний компонент, починаючи з гри Grand Theft Auto IV.

## Список ігор, котрі використовують рушій
| Назва гри                                    | Розробник                                                                | Дата першого виходу  | Платформи                                                                                   |
| -------------------------------------------- | ------------------------------------------------------------------------ | -------------------- | ------------------------------------------------------------------------------------------- |
| Rockstar Games Presents Table Tennis         | Rockstar San Diego Rockstar Leeds                                        | 23 травня 2006 року  | Xbox 360, Wii                                                                               |
| Grand Theft Auto IV                          | Rockstar North Rockstar Toronto                                          | 29 квітня 2008 року  | ПК (Windows), Xbox 360, PlayStation 3                                                       |
| Midnight Club: Los Angeles                   | Rockstar San Diego                                                       | 21 жовтня 2008 року  | Xbox 360, PlayStation 3                                                                     |
| Grand Theft Auto IV: The Lost and Damned     | Rockstar North Rockstar Toronto                                          | 17 лютого 2009 року  | ПК (Windows), Xbox 360, PlayStation 3                                                       |
| Grand Theft Auto IV: The Ballad of Gay Tony  | Rockstar North Rockstar Toronto                                          | 29 жовтня 2009 року  | ПК (Windows), Xbox 360, PlayStation 3                                                       |
| Grand Theft Auto: Episodes from Liberty City | Rockstar North Rockstar Toronto                                          | 29 жовтня 2009 року  | ПК (Windows), Xbox 360, PlayStation 3                                                       |
| Red Dead Redemption                          | Rockstar San Diego                                                       | 18 травня 2010 року  | Xbox 360, PlayStation 3                                                                     |
| Red Dead Redemption: Undead Nightmare        | Rockstar San Diego Rockstar North                                        | 26 жовтня 2010 року  | Xbox 360, PlayStation 3                                                                     |
| Max Payne 3                                  | Rockstar Vancouver Rockstar New England Rockstar London Rockstar Toronto | 15 травня 2012 року  | ПК (Windows, macOS), Xbox 360, PlayStation 3                                                |
| Grand Theft Auto V                           | Rockstar North                                                           | 17 вересня 2013 року | ПК (Windows), Xbox 360, Xbox One, Xbox Series, PlayStation 3, PlayStation 4, PlayStation 5, |
| Grand Theft Auto Online                      | Rockstar North                                                           | 1 жовтня 2013 року   | ПК (Windows), Xbox 360, Xbox One, Xbox Series, PlayStation 3, PlayStation 4, PlayStation 5, |
| Red Dead Redemption II                       | Rockstar Studios                                                         | 26 жовтня 2018 року  | ПК (Windows), PlayStation 4, Xbox One, Google Stadia                                        |
| Red Dead Online                              | Rockstar Studios                                                         | листопад 2018 року   | ПК (Windows), PlayStation 4, Xbox One                                                       |